# Torre Ladrones
La Torre Ladrones es una torre almenara situada en el municipio de Marbella, en la provincia de Málaga, Andalucía, España.
La torre se encuentra en el paraje de las Dunas de Artola, junto al Puerto de Cabopino. Recibe el nombre de Ladrones por los matacanes de protección de que disponía, llamados ladroneras, y forma parte de la línea de fortificación costera del litoral mediterráneo andaluz.
Por los materiales utilizados, su construcción se atribuye a la época de dominación musulmana. Tiene forma de prisma cuadrado y supera los 14 metros de altura. El interior se distribuye en tres salas y un terrado. 